# Discovery Family
Discovery Family  là kênh truyền hình vệ tinh và cáp kỹ thuật số tại Mỹ thuộc sở hữu bởi Discovery Inc. và Hasbro với sự kết hợp của những chương trình thiếu nhi như My Little Pony: Friendship Is Magic, Littlest Pet Shop, Transformers cùng nhiều chương trình khác.